# Anticharis juncea
Anticharis juncea là một loài thực vật có hoa trong họ Huyền sâm. Loài này được L.Bolus mô tả khoa học đầu tiên năm 1915.